# Te equivocaste
«Te equivocaste» es el segundo sencillo del sexto álbum de la cantante mexicana Yuridia. Fue lanzado el viernes 26 de junio del año 2015. Este sencillo, al igual que el anterior, fue escrito por José Luis Roma, del dúo Río Roma.

## Información
La letra de esta canción, continúa en la línea de desamor y despecho que ha caracterizado a Yuridia, en donde se aborda el reclamo de una mujer hacia alguien que la ha abandonado, la ha despreciado, pero que después regresa arrepentido por haberle roto el corazón, por haberla humillado, pero ella asegura: "Te equivocaste, te reíste cuando hablamos de extrañarme, que bueno que volviste, tenía muchas ganas de decirte, ¡QUE NO!".
La canción también forma parte del primer álbum en vivo de la cantante, Primera fila. Te equivocaste fue presentada a dueto con la cantante española Malú.

## Video
El videoclip fue lanzado el 15 de enero de 2016, en las playas de Chachalacas, Veracruz, en donde la intérprete es la protagonista junto con su pareja de vida, Matías Aranda. En el videoclip se ve a una Yuridia juvenil, pues su cabello es color rosa, dándole un toque de distinción a este videoclip con respecto a los anteriores.

## Posición en listas
| Listas (2011-2012)     | Posición alcanzada |
| ---------------------- | ------------------ |
| Mexico Airplay         | 19                 |
| Mexico Español Airplay | 3                  |

## Certificaciones
| País   | Organismo certificador | Certificación | Ref.  |
| ------ | ---------------------- | ------------- | ----- |
| México | AMPROFON               | 3x Platino    | [ 4 ] |

## Lanzamiento
| País   | Fecha                   | Formato          | Versión          |
| ------ | ----------------------- | ---------------- | ---------------- |
| México | 9 de octubre de 2015    | Descarga digital | Versión Original |
| México | 24 de noviembre de 2017 | Descarga digital | Dueto con Malú   |